# Myrmeleon exsanguis
Myrmeleon exsanguis är en insektsart som beskrevs av Walker 1853. Myrmeleon exsanguis ingår i släktet Myrmeleon och familjen myrlejonsländor. Inga underarter finns listade i Catalogue of Life.